# Стодоряни

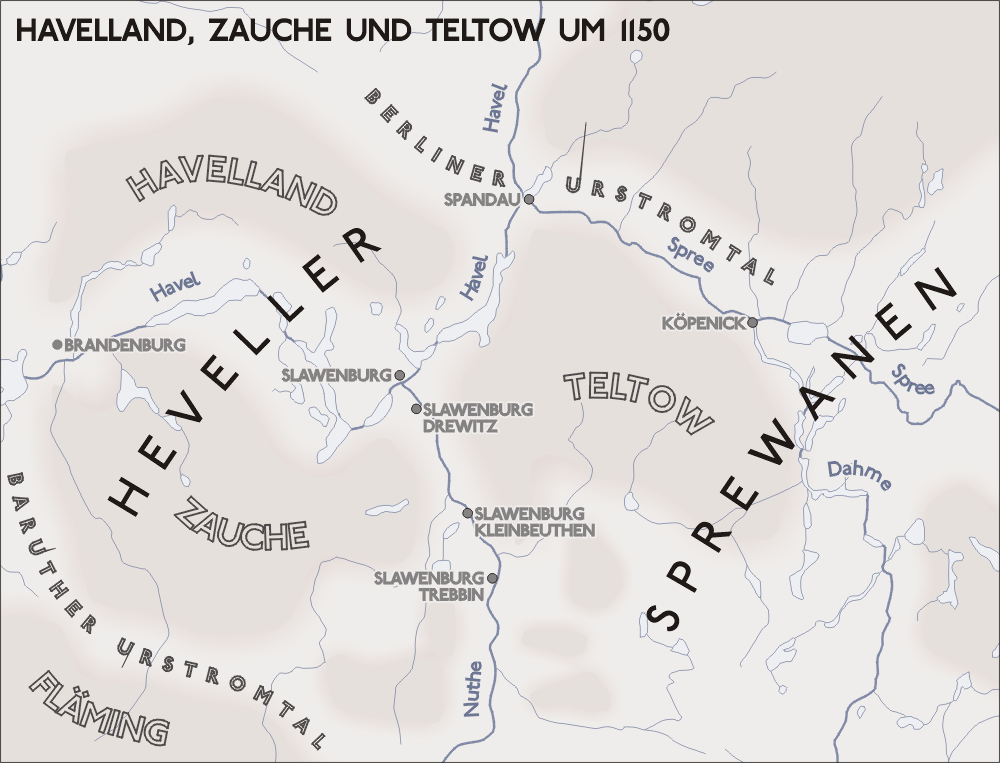
Територія гаволян і спреван у 1150 р.

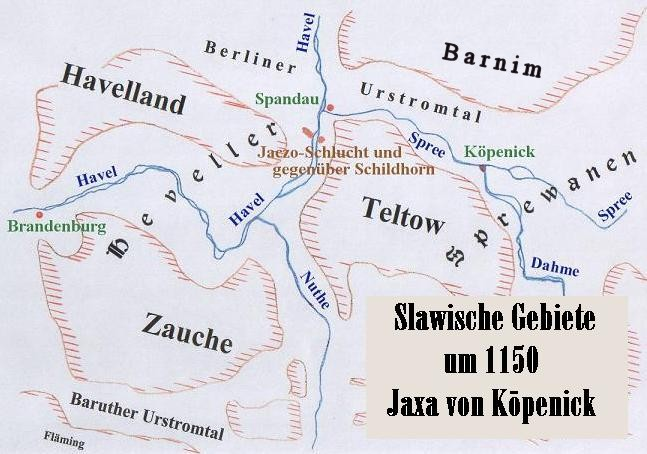
Слов'янське поселення в районі Берлину коло 1150 р.

Стодоряни, гаволяни, гавеляни, гевелли (нім. Heveller) — західнослов'янське плем'я, що заселяло середню течію річки Гаволь (нім. Havel), звідси їх називали за назвою річки. Але самоназва племені — стодоряни. Відносилися до полабських слов'ян. Відзначені у Баварського географа.
Ареал розселення гавелян простягався вздовж берегів річки Гафель від сучасного Шпандау до земель, що знаходяться за Ратеновом. Головною фортецею і резиденцією племінного князя з початку IX століття було місто Бранібор (онімечене «Бранденбург»). Стодорянська княгиня Драгомира в 907 році вийшла заміж за чеського князя Вратіслава I, ставши матір'ю Святого Вацлава. Прийнявши християнство стодорянський князь Тугомир підпорядкував в 940 році землі свого племені німцям, які заснували на них єпископство Бранденбургу. У наслідку чого відбулося повстання слов'ян у 983 році, коли гаволяни знову звільнилися від сакського панування, вигнавши християнських єпископів.
Економіку гавелян, порівняно з іншими полабськими племенами, характеризувало в меншій мірі землеробство і більшою мірою полювання. Звертає на себе увагу велика кількість срібних кладів (скарбів), датованих XI століттям. Їхні власники, мабуть, належали до еліти племені, що володіла землями і брала участь у трансрегіональній торгівлі. Вони жили в неукріплених поселеннях або в фортецях, таких як Ратенов, Потсдам й Шпандау.
Останнім князем гаволян був Прібіслав-Генріх, який, ймовірно, також був християнином. Його попередник на ім'я Майнфрід був убитий повсталими слов'янами. Прібіслав-Генріх якийсь час іменувався королем і карбував власні монети. Пізніше він подарував південні частини своїх володінь хрещеному синові герцогу Альбрехту I Ведмедю. Його правовий статус у відношенні до Священної Римської Імперії залишається нез'ясованим. Своїм спадкоємцем він призначив правителя Північної марки Альбрехта, після чого держава гавелян 1150 року зникла з політичної карти. Його землі увійшли до складу Бранденбурзького маркграфства.